# Karl von Bigot de Saint-Quentin

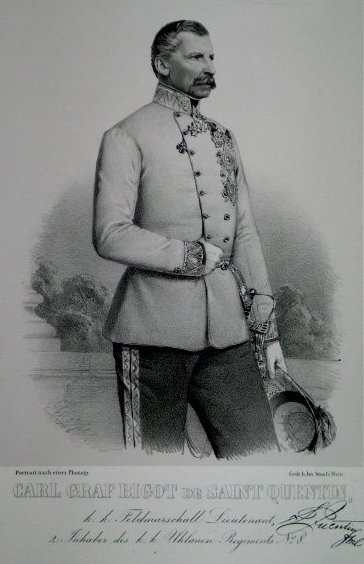
Karl Graf Bigot de Saint-Quentin

Karl August Leopold Graf von Bigot de Saint-Quentin (* 12. Juni 1805 in Neuburg an der Donau; † 8. September 1884 in Kwassitz (Kvasice)) war k. k. Wirklicher Geheimer Rat, Kämmerer, österreichischer Offizier (General der Kavallerie, Inhaber des k. k. Ulanen-Regiments No. 8) und Schriftsteller.

## Leben
Der Sohn des Feldmarschallleutnants Franz Ludwig von Bigot de Saint-Quentin wurde im Kadettenkorps zu München erzogen und trat am 16. Jänner 1824 als Unterleutnant in ein österreichisches Dragonerregiment ein.
1848/49 nahm er, zuerst als Major bei den Erzherzog Karl-Ulanen, seit dem 1. Juli 1849 als Oberstleutnant Flügeladjutant des Banus Feldzeugmeister Graf Joseph Jelačić von Bužim an den Kämpfen gegen die Ungarn teil. In letzterer Stellung blieb er, bis er am 5. November 1850 zum Oberst und Kommandant des Dragonerregiments Prinz Eugen von Savoyen ernannt wurde.
Er vermählte sich am 13. Oktober 1851 in Mauer bei Wien mit Caroline, geborene Reichsgräfin von Sternberg (* 9. Juli 1804 in Wien; † 31. Dezember 1881 ebenda), Sternkreuzordens- und Palastdame, verwitwete Gräfin Lamberg und die Schwester des Generals der Kavallerie Leopold von Sternberg. Die Ehe blieb kinderlos. Er hatte lediglich einen Neffen, den späteren General der Kavallerie Anatol.

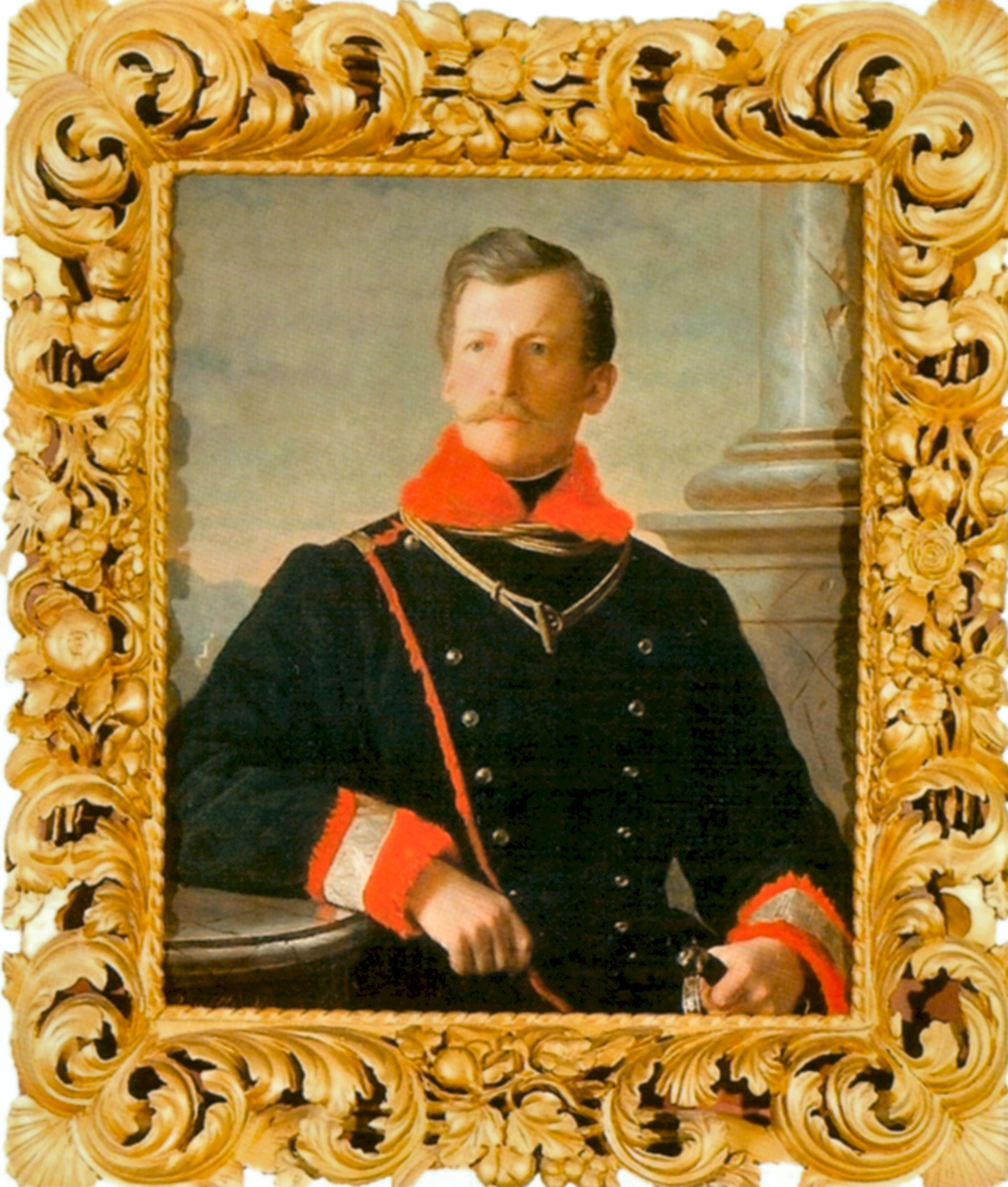
Karl Graf de St. Quentin als Dragoner-Oberst (1851)

Am 30. September 1857 war der Graf Generalmajor und 1859 erster Generaladjutant der 3. Armee und des Kaisers, sodann am 19. Juni 1860 Feldmarschalleutnant sowie 2. Inhaber des k. k. Ulanen-Regiments No. 8. Gleichzeitig wurde er letzter Gouverneur und Kommandierender General im Kronland Woiwodschaft Serbien und Temeser Banat. Am 18. November 1866 wurde er Kommandierender General in Lemberg, sodann am 22. April 1868 zum General der Kavallerie befördert und schied am 1. August 1869 als solcher in Lemberg, auf eigenen Wunsch hin, aus dem Dienst.
Seine Bedeutung lag auch auf schriftstellerischem Gebiete. Er war Verfasser mehrerer Bücher, wobei die beiden letzten – laut Bernhard von Poten – den Zweck verfolgten, in dem Offiziersnachwuchs des k. k. Heeres den Sinn für soldatische Eigenschaften und ritterliche Tugenden zu wecken und zu fördern. Sie wurden in der damaligen Zeit als in hohem Grade dafür geeignet und von bleibendem Wert befunden.
Mit seinem Werk Von einem deutschen Soldaten machte er seine sehr konservative Überzeugung, von der Stabilisierungsfunktion der Armee nach innen, deutlich. Er sah die Armee als Verteidiger des Thrones und konservativer Tugenden, gegen die Kritik des bürgerlich-liberalen Lagers. Er geißelte die „Gier revolutionärer Massen“ und die „Selbstsucht des Bürgertums“. Ohne ironische Distanz propagierte er den „Ritter“ als Ideal, die „höheren Ideale der Waffenlehre“ würden auf den zeitgenössischen Soldaten weiterwirken. Vor dem Ersten Weltkrieg kam es in österreichischen Offizierskreisen zur Rückbesinnung auf die von Bigot gepriesenen konservativen Tugenden.
Eine besonders tiefe Freundschaft verband ihn mit Franz Graf Folliot de Crenneville.

## Auszeichnungen (Auswahl)
- Großkreuz des Österreichischen Leopold-Ordens
- Ritter des Orden der Eisernen Krone 1. Klasse mit der Kriegsdekoration 3. Klasse
- Militärverdienstkreuz mit Kriegsdekoration
- Ritter II. Klasse des kaiserlich russischen St.-Anna-Ordens mit Schwertern
- Ritter II. Klasse mit Stern des königlich preußischen Roter Adlerordens
- Komtur des königlich-bayerischen Verdienstordens vom Heiligen Michael
- Ritter I. Klasse des parmesischen Constantinischen St.-Georgs-Orden[11]

## Schriften (Auswahl)
- Cancan eines deutschen Edelmanns. 3 Bände. Brockhaus, Leipzig 1842–1843, Band 1, Band 2, Band 3
- Von einem deutschen Soldaten. Brockhaus, Leipzig 1847, Digitalisat
- Unserer Armee. Gerold, Wien 1850 Digitalisat